# Hilary Duff: The Concert – The Girl Can Rock
Girl Can Rock је други ДВД америчке певачице Хилари Даф. Албум садржи концерт са Хиларине Metamorphosis Tour, њено појављивање у емисији америчког водитеља Рајана Сикреста (енгл. Ryan Seacrest), спот за песму Come Clean и снимање истог, Хиларино дискутовање о албуму Hilary Duff и снимак у коме Хилари учи да сурфује.

## Стандардно издање

### Концерт
| #   | Назив |
| --- | ----- |
| 1.  |       |
| 2.  |       |
| 3.  |       |
| 4.  |       |
| 5.  |       |
| 6.  |       |
| 7.  |       |
| 8.  |       |
| 9.  |       |
| 10. |       |
| 11. |       |
| 12. |       |
| 13. |       |

## Јапанскоиздање
Јапанско издање овог ДВД садржи идентичан ДВД као код стандардног издања, али поред тога садржи додатни диск са ремиксима и има другачији омот. Овај ДВД је постигао огроман успех у Јапану.

### Бонус диск
| #  | Назив |
| -- | ----- |
| 1. |       |
| 2. |       |
| 3. |       |
| 4. |       |
| 5. |       |
| 6. |       |
| 7. |       |
| 8. |       |
| 9. |       |